# Bragai Szent Márton-templom (Foz)
A Bragai Szent Márton-templom a spanyolországi Lugo tartományban található Foz község egyik híres műemléke. A romanikus stílusú épületet Spanyolország első székesegyházának tartják.

## Története
A környező egyházmegye története már 560-ban elkezdődött, amikor a breton keresztények angolszász üldözőik elől erre a vidékre menekültek, és a mai A Pastoriza község területén püspöki központot létesítettek. A 9. század utolsó harmadában ugyancsak menekülőket fogadott be a környék: Dumio, a mai Braga) püspöke az Ibériai-félsziget többi részének arab megszállása miatt kényszerült elhagyni szülőföldjét. Az itt is egyre erősödő arab fenyegetettség, valamint a tengerparton portyázó vikingek miatt hamarosan azonban el kellett hagyniuk az itt kialakult püspöki központot is.
A 9. és 10. század fordulója táján III. Alfonz asztúriai király újjászervezte a püspökséget, majd Sabarico de Dumio püspök elrendelte egy új templomnak a felépítését (vagy egy réginek az újjáépítését). Őt később olyan jelentős püspökök követték, mint Szent Rosendo és Gonzalo Froilaz; utóbbi volt a fő szorgalmazója a ma is álló templom felépítésének. 1112-ben, valószínűleg a tenger közelségének veszélye miatt Urraca kasztíliai királynő az egyházmegye központját átköltöztette a szárazföld belsejébe, a mai Mondoñedóba, ahol új székesegyház épült, ez a régebbi templom pedig az Ágoston-rendi kolostorrá változott, akiket a 15. század végén a ferencesek váltottak. Néhány évtized múlva VII. Kelemen pápa visszajuttatta az épületet a püspökséghez, majd a 17. században parókiává alakult.
Az idők során az épület számos felújításon esett át. 1861-ben beomlott a tető, ami által az egész templom használhatatlanná vált, még az is felmerült, hogy lebontják és újat építenek. Francisco Lanteiro azonban 1866-ban felújíttatta; ebből az időből származik a ma is szembetűnő, az épületnek erődjelleget kölcsönző négy külső támpillér. A templomot 1931-ben hivatalosan is kulturális értékké (Bien de Interés Cultural) nyilvánították. 2007 óta basilica minor rangot visel, jelenleg a körülötte kiépült kis település templomaként szolgál. 2007-es és 2008-as felújítása során nemcsak az akkor is látható falképeket állították helyre, hanem az addig mészréteggel elfedetteket is láthatóvá tették.

## Az épület
A háromhajós bazilika hajóit egymástól 3–3 kereszt keresztmetszetű, díszítetlen oszlop által tartott boltívsor választja el egymástól. A hajókat lezáró félköríves apszisok közül (a középső hajóhoz hasonlóan) a középső a legmagasabb, ennek ráadásul három ablaka van a szélsők 1–1 ablakával szemben. A homlokzati bélletes főkaput 4 oszlop szegélyezi, a külsők kőből, a belsők márványból készültek, az oszlopfők vizigót stílusjegyeket mutatnak, az ajtófélfákat két faragott kereszt díszíti. A kapu fölött egy kis ablakot és egy egyszerű rózsaablakot láthatunk. A falak vastagok, belépve a bal oldalon található az a rész, amelyet a legrégebbi itt álló templom maradványaiból beépítettek a maiba. A főhomlokzat jobb oldalán áll a 15. századból származó torony, amelyet a 18. században bővítettek. Itt találhatók a harangok is, a torony kupoláját kis gömbök díszítik. A tető a főhajó fölött egyszerű favázas nyeregtető, a mellékhajók fölött egy alacsonyabban kezdődő, egyetlen ferde lapból álló tető.

## Szent Gonzalo legendája
A helyiek emlékezetében máig él egy bizonyos Szent Gonzalo alakja, akit a 12. század eleji Gonzalo püspökkel lehet azonosítani, ám őt valójában soha nem avatták szentté. A legenda szerint a már idős és beteg Gonzalo a hajókon érkező barbárok támadása elől egy kereszttel a kezében egy hegy tetejére vezette fel a lakókat, de közben időről időre meg kellett állnia pihenni. Ahányszor térdre ereszkedett a kereszt előtt, az ellenséges hajókból annál többet pusztított el az erősödő hullámzás. Amikor már látta, hogy csak néhány hajó maradt, arra kérte az istent, hogy azokat már ne pusztítsa el, hadd forduljanak vissza, és vigyék hírét a történteknek, hogy tudják: ezt a helyet nem célszerű megtámadni. Az ő emlékére minden május végén vagy június elején ezen a hegyen, amelyet Monte de o Obispo Santónak („a szent püspök hegye”) neveztek el, búcsút tartanak.

## Képek

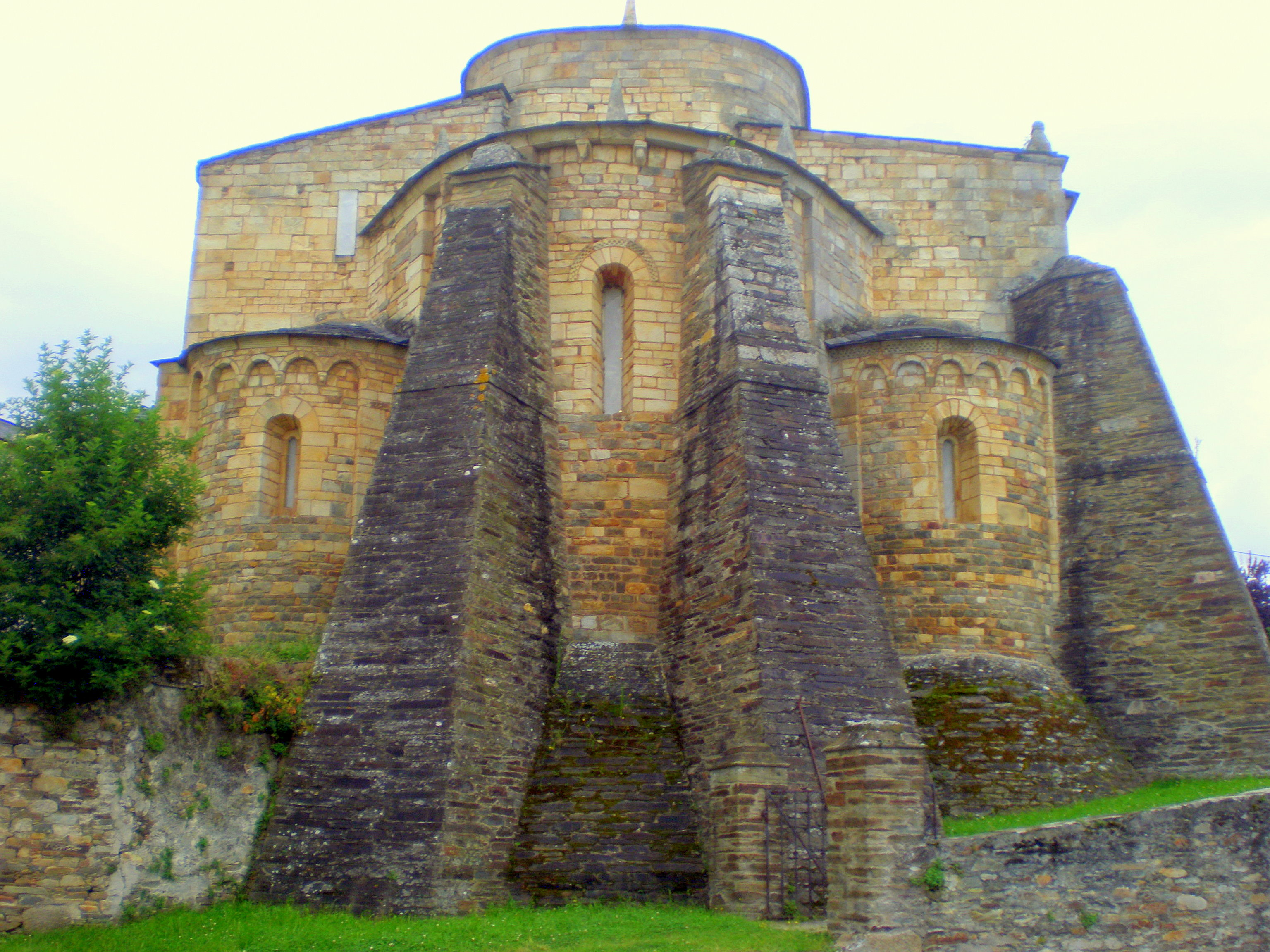
A templom hátsó része
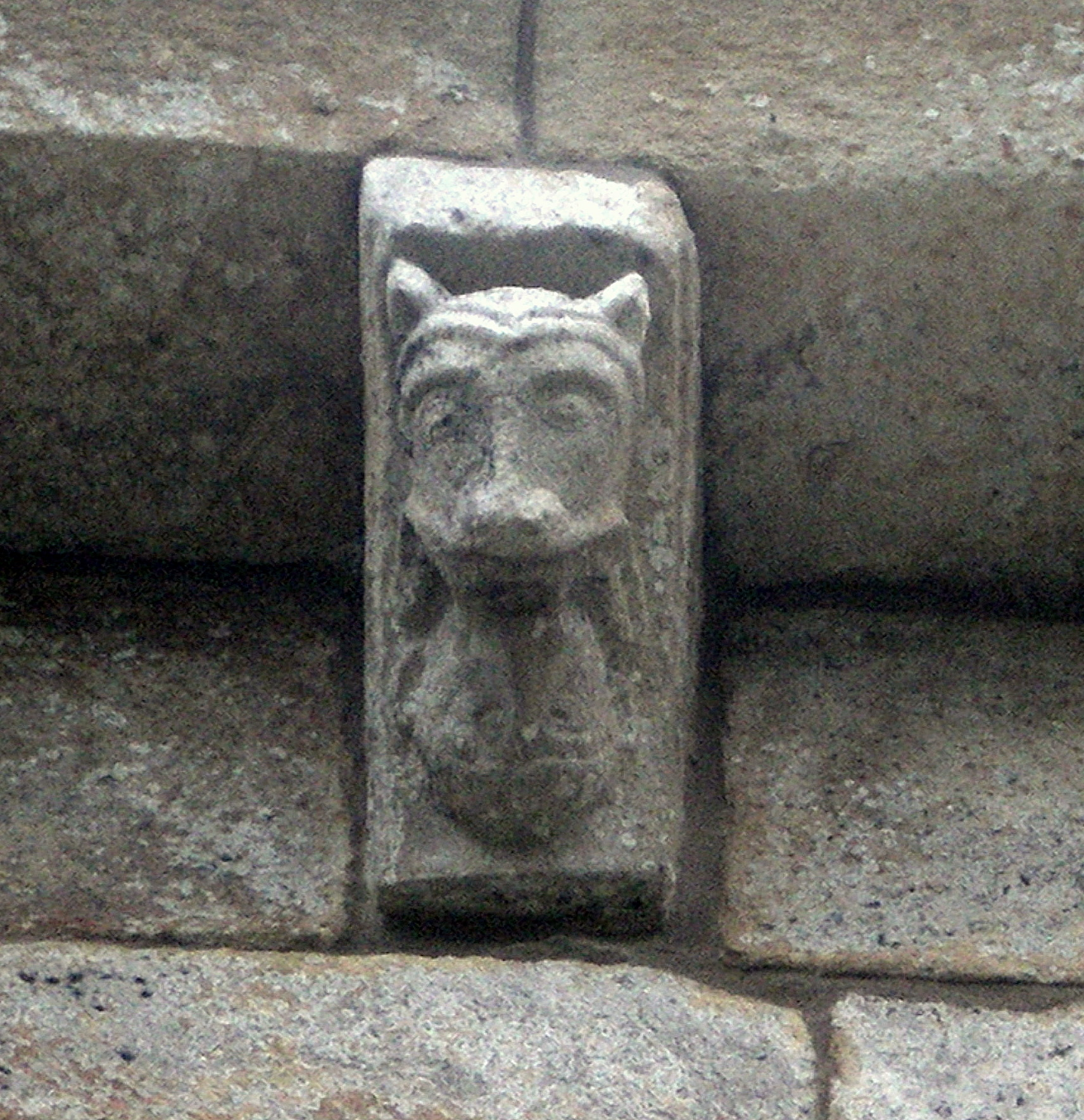
Fejes díszítés
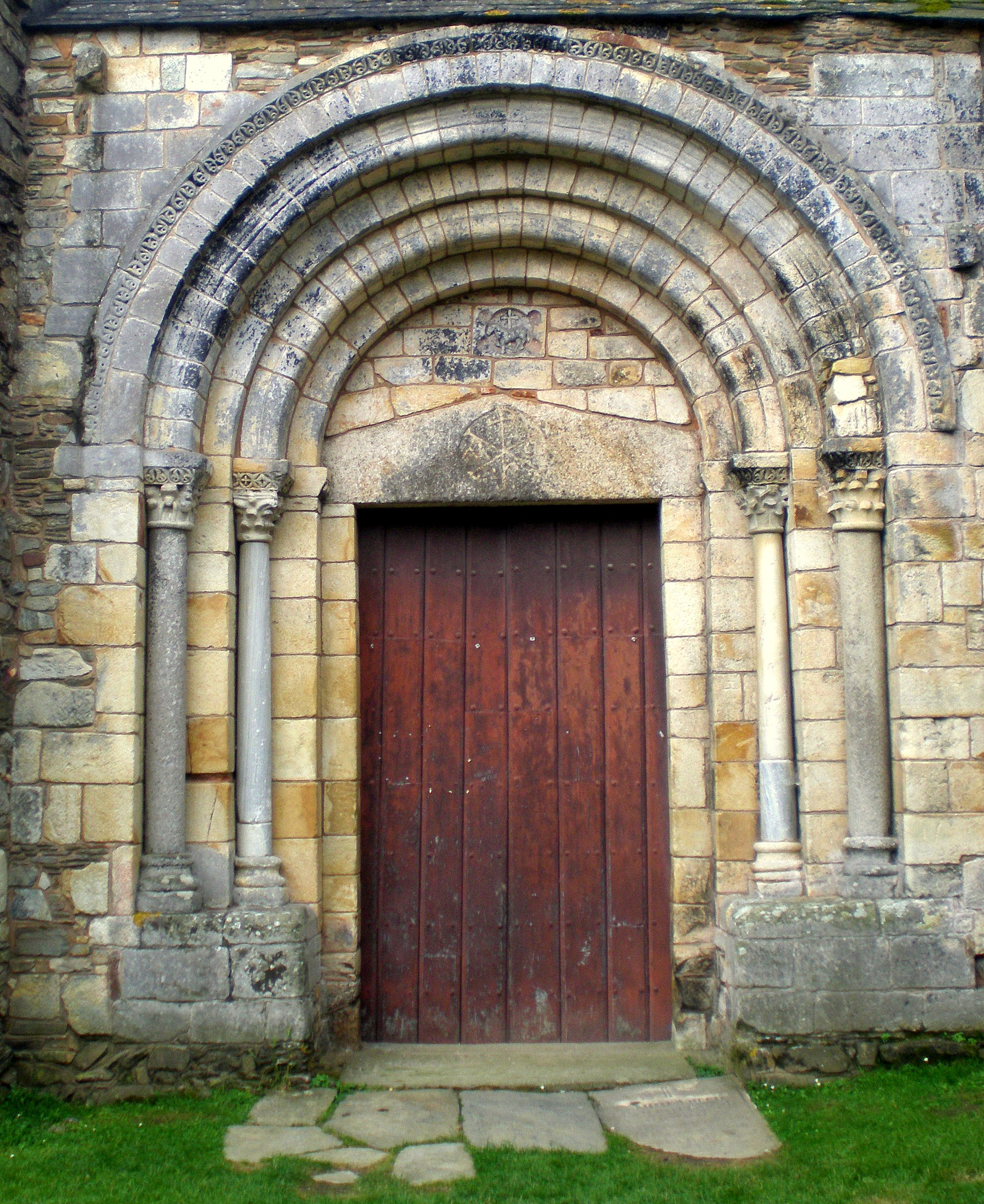
Kapu a nyugati homlokzaton
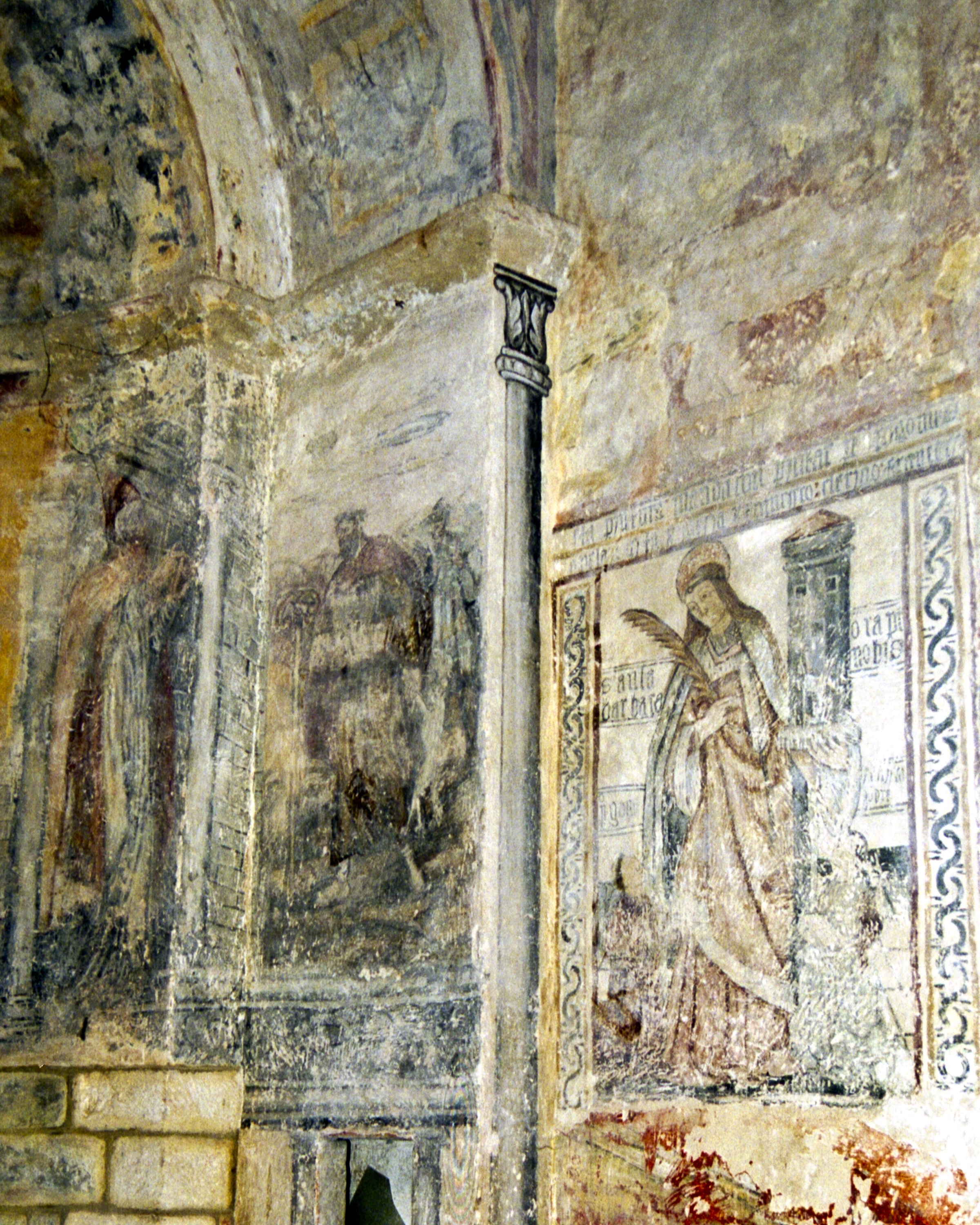
Belső falképek

## Kapcsolódó szócikk
- Bragai Szent Márton